# Roche-Charles-la-Mayrand
 Roche-Charles-la-Mayrand  es una población y comuna francesa, situada en la región de Auvernia, departamento de Puy-de-Dôme, en el distrito de Issoire y cantón de Ardes.

## Demografía
| 139 | 127 | 99 | 70 | 74 | 55 |
| Para los censos de 1962 a 1999 la población legal corresponde a la población sin duplicidades (Fuente: INSEE [Consultar]) |     |    |    |    |    |